# Cussonia sphaerocephala
Cussonia sphaerocephala là một loài thực vật có hoa trong Họ Cuồng cuồng. Loài này được Strey mô tả khoa học đầu tiên năm 1973.